# Ministère de l'Industrie et des Petites et Moyennes entreprises
Pour les autres articles nationaux ou selon les autres juridictions, voir ministère du Commerce.
Le ministère de l’industrie et des petites et moyennes entreprises est un ministère guinéen dont le ministre est Diaka Sidibé.

## Titulaires depuis 2010
| Nom | Nom                      | Dates du mandat | Dates du mandat | Gouvernement(s)         |
| --- | ------------------------ | --------------- | --------------- | ----------------------- |
| | Mohamed Dorval Doumbouya | 05/01/2011      | 15/01/2014      | Saïd Fofana I           |
| | Marc Yombouno            | 24/01/2014      | 17/05/2018      | Saïd Fofana II et Youla |
| | Boubacar Barry           | 26/05/2018      | 15/01/2021      | Kassory I               |
| | Mariama Camara           | 15/01/2021      | 05/09/2021      | Kassory II              |
| | Bernard Goumou           | 27/10/2021      | 20/08/2022      | Béavogui                |
| | Rose Pola Pricemou       | 20/08/2022      | 18/11/2022      | Bernard Goumou          |
| | Louopou Lamah            | 18/11/2022      | 19/02/2024      | Bernard Goumou          |
| | Diaka Sidibé             | 19/03/2024      | En cours        | Bah Oury                |
| Dans l'intervalle entre les mandats, le ministre sortant assure la gestion des affaires courantes. Titres successifs : - 2025 : Ministre du commerce, de l'Industrie et des Petites et Moyennes entreprises - Depuis juin 2025 : Ministre de l'Industrie et des Petites et Moyennes entreprises |                          |                 |                 |                         |